# Walter Pflaumbaum
Walter Pflaumbaum (* 19. September 1891 in Wollenhagen; † 3. November 1974 in Bad Bevensen) war ein deutscher Agrarwissenschaftler, Landwirt und Politiker (CDU).

## Leben
Nach dem Besuch der Dorfschule und der Realschule in Gardelegen und der Oberrealschule in Hamburg-Eimsbüttel studierte Pflaumbaum Landwirtschaft in München und Halle. Von 1914 bis 1918 nahm er als Kriegsfreiwilliger am Ersten Weltkrieg teil und war zuletzt Batterieführer. Während des Krieges wurde er mit dem Eisernen Kreuz I. Klasse ausgezeichnet.
Nach dem Kriegsende setzte Pflaumbaum sein Studium fort, das er 1919 mit der Promotion beendete. Anschließend nahm er eine Tätigkeit in der Viehwirtschaft auf und war Leiter der Tierzucht in der Altmark bei der Landwirtschaftskammer Sachsen-Anhalt. Er war ab 1924 Direktor der Herdbuchgesellschaft Mittelweser, wurde 1928 Leiter der Tierzucht und Milchwirtschaft bei der Landwirtschaftskammer Rheinland und wirkte ab 1934 als Vorsitzender der Hauptvereinigung der Deutschen Viehwirtschaft. Außerdem ging er ab 1935 einer Tätigkeit als praktischer Landwirt nach. Von 1935 bis 1945 fungierte er als Vorsitzender der Reichsstelle für Tiere. Neben dieser Funktion war er auch Reichsbeauftragter. Zum 1. Mai 1933 trat er in die NSDAP (Mitgliedsnummer 3.144.293), zum 22. Februar 1939 in die SA mit dem Dienstgrad Sturmhauptführer ein.
Nach dem Zweiten Weltkrieg siedelte Pflaumbaum nach Niedersachsen über und arbeitete dort von 1945 bis 1947 in der Ernährungswirtschaft. Anschließend war er als praktischer Landwirt in Bevensen tätig. Daneben war er Vorsitzender des Kreisverbandes des Landvolkes in Uelzen sowie Vorsitzender der Förderungsgemeinschaft der Deutschen Kartoffelwirtschaft.
Pflaumbaum war von 6. Mai 1955 bis 19. Oktober 1957 in der dritten Wahlperiode Mitglied des Niedersächsischen Landtages. Im Landtag gehörte er ab dem 9. Mai 1955 der DP/CDU-Fraktion an. Dem Deutschen Bundestag gehörte er von 1957 bis 1965 an. Er wurde in beiden Wahlperioden über ein Direktmandat im Wahlkreis Uelzen ins Parlament gewählt.

## Ehrungen
- Ritterkreuz des Kriegsverdienstkreuzes ohne Schwerter für Verdienste um die deutsche Ernährung
- Bundesverdienstkreuz I. Klasse